# 1999年度香港行政長官施政報告
《1999年度香港行政長官施政報告》是香港特區政府發表的第三份施政報告，由時任香港行政長官董建華於1999年10月6日發表。

## 背景
受金融風暴影響，香港經濟陷入衰退。為了發展知識型經濟，政府於《施政報告》中強調教育改革的重要性。

## 內容

### 紓困措施
- 政府退回部分薪俸稅、利得稅和物業稅，減免差餉。

### 土地供應
- 提出成立市區重建局以取代土地發展公司，進行香港的舊區重建工作[1]。
- 政府暫停賣地以阻止樓價繼續下跌。

### 教育
- 積極推行小學全日制，目標於2007－08學年前所有小學生均就讀全日制小學。
- 推行「語文基準」，英語教師和普通話須達到規定的基準才可任教相關科目。

### 環境
- 向柴油車的車主提供14億元資助，以減少廢氣排放。
- 成立「可持續發展委員會」。
- 擴大大嶼山郊野公園範圍。
- 縮減維港填海計劃。
- 於多處建設海濱長堤和行人通道。

### 文化
- 計劃於西九龍填海區興建大型演藝中心。

## 評價及影響
據香港大學民意研究計劃的調查，滿意者比率由去年的24%跌至今年的17%。

## 外部連結
- 1999年度香港行政長官施政報告（页面存档备份，存于）